# Epitonium bucknilli
Epitonium bucknilli es una especie de molusco gasterópodo de la familia Epitoniidae. 

## Distribución geográfica
Se encuentra en el noreste de Nueva Zelanda.

## Hábitat
Sólo vive en aguas poco profundas.